# 北広島市立西部小学校
北広島市立西部小学校（きたひろしましりつせいぶしょうがっこう）は、北海道北広島市輪厚に所在する公立小学校。

## 概要
校歌
- 作詞・作曲：浅見晴夫[1]

表彰
- 全国保健体育優良校（1985年、1990年）[2]
- 花のまちコンクール
  - 団体部門 優秀賞 12回（2006年 - 2014年、2016年 - 2018年）[2]
- 石狩管内教育実践奨励賞（2010年）[2]

## 沿革
年表
- 1899年（明治32年）- 輪厚簡易教育所の設置認可[2]。
- 1900年（明治33年）- 島松地区[注 1]に村立簡易教育所を開設[2]。
- 1905年（明治38年）- 輪厚簡易教育所が輪厚尋常小学校に改称、農業補習学校を併設[2]。
- 1908年（明治41年）- 大曲分教場、島松分教場、上仁井別分教場を設置[2]。
- 1909年（明治42年）- 島松分教場を下仁井別に移転、下仁井別分教場に改称、島松特別教授場を設置[2]。
- 1913年（大正2年）- 高等科を設置[2]。
- 1934年（昭和9年）- 輪厚尋常小、下仁井別尋常小、島松特別教授場を統合し西部尋常高等小学校が開校[2]。
- 1941年（昭和16年）- 国民学校令により広島西部国民学校に改称[2]。
- 1947年（昭和22年）- 高等科廃止、広島村立西部小学校として独立[2]。
- 1953年（昭和28年）- 校章制定[2]。
- 1957年（昭和32年）- 校歌制定[2]。
- 1966年（昭和41年）- 防音校舎完成[2]。
- 1968年（昭和43年）：町制施行により広島町立西部小学校に改称。
- 1973年（昭和48年）- 防音講堂完成[2]。
- 1994年（平成6年）- 文部省体力つくり研究推進校に指定[2]。
- 1995年（平成7年）- 校舎屋根全面改修完了[2]。
- 1996年（平成8年）- 市制施行により北広島市立西部小学校に改称[2]。
- 1997年（平成9年）- プレハブ教室・トイレ完成[2]。
- 1998年（平成10年）- プレハブ教室完成、教室一部改装工事完了[2]。
- 1999年（平成11年）- プレハブ校舎完成、校舎改修工事完成[2]。
- 2006年（平成18年）- 新校舎完成、現在地に移転[2]。
- 2008年（平成20年）- 特別支援学級（情緒）開設[2]。
- 2009年（平成21年）- 特別支援学級（知的）開設[2]。
- 2010年（平成22年）- 特別支援学級（肢体不自由）開設、西部プール造成工事完了[2]。
- 2012年（平成24年）- 特別支援学級（病弱）開設、西部地区コミュニティースクール推進委員会発足[2]。
- 2014年（平成26年）- 特別支援学級（知的）閉級[2]。
- 2015年（平成27年）- 特別支援学級（肢体不自由、病弱）閉級[2]。

## 教育目標
- えがおいっぱい ともだちいっぱい[3]

## 通学区域
通学区域は以下の通り。
- 島松
- 輪厚
- 希望ヶ丘
- 三島
- 輪厚中央
- 輪厚元町
- 輪厚工業団地

## 進学先中学校
- 北広島市立西部中学校

## 交通アクセス
バス
- 北海道中央バス
  - 広島線「輪厚中央1丁目」停留所下車、徒歩2分[5]。
  - 広島線「輪厚三愛病院前」停留所下車、徒歩2分[5]。